# Data.gov.uk
data.gov.uk це проект уряду Великої Британії, який відкриває майже всі неособисті дані, отримані в службових цілях для безкоштовного повторного використання. Сер Тім Бернерс-Лі та професор Найджел Шедболт – ініціатори та ключові особи проекту.

## Бета версія та запуск
Бета-версія проекту data.gov.uk функціонує з 30 вересня 2009 року і до січня 2010 року понад 2400 розробників були зареєстровані для тестування сайту, забезпечення зворотного зв'язку та експериментів з даними. На момент офіційного запуску проекту – в січні 2010 року – база даних data.gov.uk налічувала  понад 2500 наборів даних, використання яких набуло значних масштабів. На сьогодні налічується 8732 наборів даних за різними напрямками.

## Наявні дані
data.gov.uk містить набори даних з різних урядових відомств Великої Британії. Всі дані не є особистим і надаються у форматі, який уможливлює їх повторне використання. В проекті data.gov.uk планується збільшити використання стандартів взаємопов’язаності даних (Linked Data), для надання користувачам data.gov.uk  ширших можливостей повторного використання даних. Станом на квітень 2010 року для проекту data.gov.uk надали набори даних такі Міністерства та організації Великої Британії: BusinessLink (державна служба надання порад та рекомендацій з питань підприємництва), Кабінет міністрів, Міністерство підприємництва, інновацій та ремесел, Міністерство у справах дітей, шкіл і сімей, Міністерство у справах громад та місцевого самоврядування, Міністерство культури, ЗМІ і спорту, Міністерство навколишнього середовища, продовольства і сільського господарства, Міністерство міжнародного розвитку, Міністерство транспорту, Міністерство охорони праці і пенсій, Міністерство енергетики, Міністерство охорони здоров'я, Міністерство закордонних справ, Міністерство внутрішніх справ, Державне казначейство Її Величності, Міністерство оборони, Міністерство юстиції, Спілка Управління інформацією та Національна картографічна спілка (Ordnance Survey – українським аналогом є Головне управління геодезії, картографії та кадастрів).

### Дані Ordnance Survey
З січня 2010 року – з офіційного запуску data.gov.uk його засновники хотіли бачити відкритими в рамках проекту наявні бази даних зазначеної організації – військово-топографічні зйомки, які надають інформацію щодо географічних дислокацій. Ці дані були включені до проекту з 1 квітня 2010 року.

### Дані COINS
COINS (Combined Online Information System) – одна з найбільших баз даних Великої Британії, база даних, яка включає деталізований аналіз витрат міністерств за даними Державного Казначейства Її Величності. Тобто система COINS функціонує як центральна система обліку для уряду Великої Британії.
Станом на 3 червня 2010 року, Казначейство оприлюднило дані за 2008-09 та 2009-10 фінансові роки. 4.3GB даних включають 3,2 млн пунктів урядових витрат за 2009-10 фінансовий рік. Причинами попереднього уникнення висвітлення даних для широкого користування Міністерство фінансів назвало  «наявність потенційних значних витрат і труднощів для спростування непорозумінь». 15 червня уряд Великої Британії опублікував дані COINS для 2008-09 фінансового року та ще трьох попередніх років на data.gov.uk. 

## Використання даних та ліцензування
data.gov.uk пропонує широкий спектр даних від статистики по заторам на дорогах до кримінальної статистики. Ці дані можуть бути використані як в приватних, так і комерційних цілях. Метою є надання поштовху для розвитку програм послуг, які б застосовували нові способи використання цих даних.
Всі дані, наявні в data.gov.uk забезпечуються Авторським правом корони (стосується всіх творів, які видаються Британським Урядом) або Правами баз даних Корони, або мають ліцензію Корони (the Crown). У свою чергу, всі дані, наявні на data.gov.uk доступні за міжнародною, безоплатною, безстроковою, невиключною ліцензією, яка дозволяє використовувати дані за таких умов: авторські права і джерело даних повинні бути вказані через присвоєння авторства data.gov.uk, як "назва джерела даних". Необхідним є включення подібного підтвердження авторства при субліцензуванні даних; таке правило поширюється і на подальші субліцензії. Використання даних не повинно передбачати їх підтвердження з боку постачальника цих даних. Дані або джерело даних не повинні бути спотворені.
Ліцензія надана Авторським правом Корони дозволяє будь-кому копіювати, поширювати і передавати дані, адаптувати дані, використовувати дані у комерційних цілях через субліцензування, поєднання з іншими даними або шляхом включення їх в товар чи додаток. Умови ліцензії приведені у відповідність до ліцензій Творчих спільнот 3.0. Завдяки цьому, дані з data.gov.uk дані можуть бути поєднані з іншими даними, що підпадають під Ліцензію Творчих спільнот для формування вторинних даних, які теж підпадатимуть під дану Ліцензію. При завантаженні користувачем даних на  data.gov.uk передбачається, що надається невиняткове, безвідкличне право використовувати і передавати одержану інформацію, наприклад, опис ідей і скріншоти програм, а також право на повторне використання цих даних.
Ліцензія надана Авторським правом Корони не впливає на чесність або справедливість використання даних. Дані ліцензовані «як є» і data.gov.uk не бере зобов'язань по відношенню до даних та не надає гарантій. data.gov.uk не гарантує продовження розміщення даних.

## Залучені до проекту
Сер Тім Бернерс-Лі і професор Найджел Шедболт є двома ключовими особами проекту. За словами Сера Бернерса-Лі , даремним є невикористання вже зібраних урядом даних, адже кошти на їх отримання вже було сплачено. («Government data is something we have already spent the money on... and when it .is sitting there on a disk in somebody's office it is wasted»). Професор Шедболт, у своєму інтерв’ю для ВВС зазначив, що можливість публікації даних за запитами про свободу інформації (FOI) викликає питання, чому б не висвітлювати ці ж дані ще й онлайн. 
Для публікації даних, сайт використовує платформу CKAN (Comprehensive Knowledge Archive Network) – Інтернет-система для зберігання і розподілу даних. В межах проекту data.gov.uk, CKAN зберігає каталоги даних та відкритих реєстрів даних по всьому світу. Дана система була створена і функціонує за підтримки Фонду відкритих знань (Open Knowledge Foundation) для полегшення пошуку, розповсюдження та повторного використання даних.

## Дивись також
- Data.gov